# Schiffssetzung von Mosfellsbær
 Der Fund der Schiffssetzung von Mosfellsbær etwa 600 m östlich von Minna-Mosfell und 400 m nördlich von Laxnes in Mosfellsbær östlich von Reykjavík auf Island durch Sigurlaug Sæmundsdóttir erweitert das Verbreitungsgebiet der Schiffssetzungen, die bisher nur aus Dänemark, Deutschland und Skandinavien bekannt waren, beträchtlich. Guðmundur Ólafsson untersuchte und vermaß die Struktur.

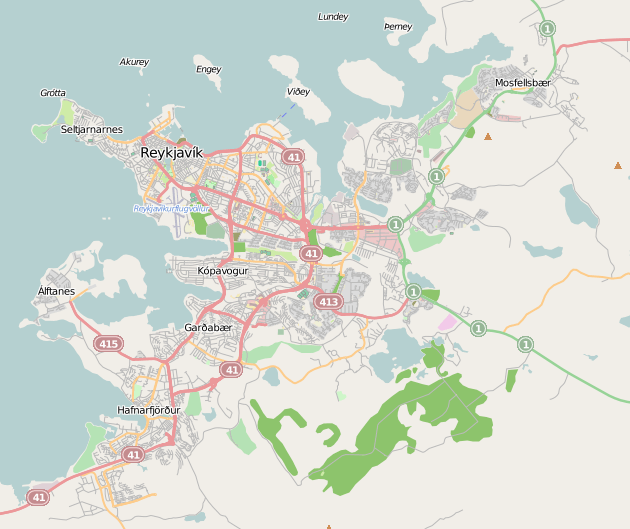
Mosfellsbær – rechts oben

Die ost-west-orientierte Schiffssetzung ist 30,4 m lang und an der breitesten Stelle 9,5 m breit. Die Struktur ist eine doppelte gebogene Steinreihe, in der die Steine unregelmäßig, im Abstand von 50–100 cm verlegt wurden. Der Durchmesser der meisten Steine beträgt 25–40 cm, die größten Steine sind 50 cm hoch und haben etwa 15 cm Durchmesser. Die Schiffsform ist im Westen spitz und im Osten gerundet und entspricht insofern nicht ganz den symmetrischen skandinavischen Vorbildern. Die Zeitstellung der Schiffssetzung ist noch nicht genau bekannt, da bisher keine datierbaren Funde gemacht wurden. Guðmundur Ólafsson kam in seinem Bericht zu dem Schluss, dass die Steine nicht zur Sagazeit, sondern im 20. Jahrhundert gelegt worden seien und begründete das u. a. mit Resten von Moos unter den Steinen. 2008 wurden auf Gemeindegebiet das Langhaus von Hrísbrú, ein Wikingergehöft, ausgegraben und Funde aus der Wikingerzeit (800 bis 1050 n. Chr.) gemacht.